# 米歇爾·柯茲

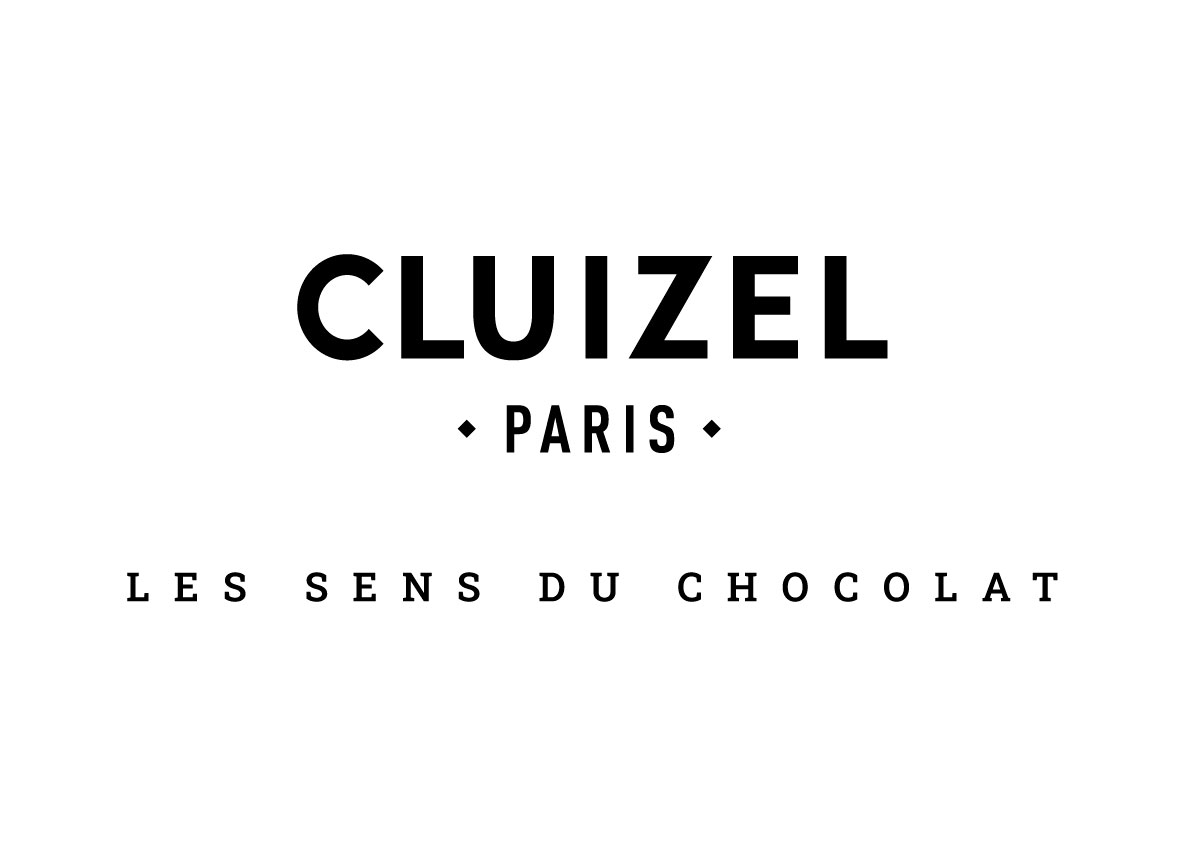
品牌Logo

米歇爾·柯茲（Michel Cluizel）是一家巧克力制作公司，由Marc Cluizel于1948年在法国诺曼底的当维尔创立。
1981年，他们首次將产品出口到美国，并于1987年在巴黎开设了第一家商店。